# Aid Herrera
Aid Lea Herrera (Puerto General San Martín, 5 de diciembre de 1905-Rosario, 28 de abril de 1993) fue una artista autodidacta, dibujante, pintora y grabadora argentina.

## Biografía
Nació en la ciudad de Puerto General San Martín (a 35 km del centro de la ciudad de Rosario).
En 1940, se casó con el pintor Juan Grela. Vivían en bulevar Rondeau 2015 (en Pueblo Alberdi, a 6 km al norte de la ciudad de Rosario. El 13 de agosto de 1941, nació su primer y único hijo, Dante (quien se convertiría en un importante compositor de música orquestal y electroacústica).
Sus comienzos en el mundo del arte están ligados a la visita a una muestra a la que asistió junto a Grela cuando aún eran novios. Yo no sabía que pintaba, aún no me lo había dicho y un día cuando estábamos de novio me llevó a ver una muestra donde había un cuadro suyo sobre la guerra, a mí me gustó muchísimo y desde entonces me gustó la pintura y lo que él hacía.
A partir de ese momento, Aid tuvo un compromiso fuerte con la carrera de su esposo, a la vez que encontró también allí una expresividad propia, forjando una obra original.
Apenas se casó con Grela, ante las dificultades económicas, Aid comenzó a inventar y fabricar de manera casera los materiales para que su esposo pudiera pintar. Así lo relataba el propio Grela: Hacía la pintura con aceite comestible y colores de cal; los soportes eran cartones de caja, bolsas y maderas terciadas viejas que ella preparaba con cola y tiza; para dibujar suplantaba la cara cartulina por papeles para envolver azúcar y fideos, que Haydée traía del almacén a los que luego planchaba para que estuvieran más lisos; dibujaba con lápiz y carbonilla (carbonilla que ella lograba quemando ramitas de sauce), tinta común, nogalina y agua de yerba mate. Paralelamente a la pintura al óleo y al dibujo también trabajaba con temple; Haydée lo preparaba con agua de cola al calor y en el momento de pintar yo utilizaba una emulsión que nos enseñó Spilimbergo, en estas promociones: una parte de yema de huevo y otra de agua y mastic; con estos materiales pintaba en esos tiempos. Además, Aid preparaba las telas y arreglaba los marcos con molduras de papel maché.
De noche, cuando estaba sola porque su hijo se iba a estudiar y Grela daba clases, sus deseos de pintar la llevaban a darle pinceladas a los cuadros que Grela tenía ya empezados. Según registros fotográficos de la época, Aid pintó a la par de su esposo murales en la zona norte de Rosario a fines de los años cincuenta. Uno de ellos, que aún puede visitarse en el barrio Arroyito, fue realizado en la casa de Ana Mujica Herrera, su sobrina. La pintura está firmada por ambos y en ella se pueden observar un niño, una casa, un árbol, un perro y flores; también una niña, un aljibe y macetas con plantas, todos resueltos en figuras geométricas planas y simplificadas.
Del mismo año en que se realizaron estos murales (1957), hay una obra firmada por «Aid H»: se trata de una naturaleza muerta, de formas orgánicas y que da cuenta del inicio de su propio estilo y recorrido artístico. 

Cuando venían los alumnos al taller, me quedaba en el cuarto de Dante esperándolo y en un papel cualquiera dibujaba objetos, por ejemplo me sacaba los lentes y los dibujaba y con eso hacía una cara, unos ojos, muchas cosas. De día me sentaba en el patio y veía las paredes, a las que se le había caído la pintura, muchas formas: de caras, de pájaros, de plantas, que dibujaba en un cuaderno que aún debo tener guardado. Y si no, hacía todo lo que tenía en el patio: macetas, plantas, flores… Después de atender a los alumnos me retiraba a dibujar con lápiz, carbonilla, o con óleo, entonces venía Grela y yo escondía las cosas, hasta que un día me vio y me sugirió que hiciera un modelo. Puso una jarra, una silla de paja y otras cosas, pero a mi no me gustaba hacer eso, saque el modelo y lo hice sin copiar, como me parecía. Así empecé a pintar hasta que me descubrió Mijalichén quien me dijo que debía hacerlo junto con ellos como una alumna más, haciendo los ejercicios. Grela me tomó como una alumna más y aproveché que en ese momento empezaban a estudiar grabado: Clelia Barroso, Pedro Barrera, Estanislao Mijalichén, Nydia Bollero. Todos aprendimos grabado en madera y después otras técnicas, ahí fue cuando me gustó el aguafuerte.
Aid Herrera

En 1962, Aid participó en una exposición colectiva y, en 1963, realizó su primera muestra individual. Hacia 1967, ya realizaba exposiciones en otras galerías de Rosario y Santa Fe.

## Obra
Su obra es de carácter variado, lo cual muestra la profunda búsqueda de técnicas, estilos expresivo y temáticas que fue realizando de acuerdo a los momentos de su vida y las dificultades a las que debió enfrentarse. 

Al principio hice muchas xilografías, trabajando con madera terciada, después otras técnicas de grabado y finalmente la del aguafuerte que da mucho más trabajo que la xilografía.
Hay que poner más atención para el dibujo y como yo no dibujo sino que grabo directamente sobre la plancha, puede salir mal. Como borrar no se puede, yo ponía atención en lo que iba haciendo, trazaba una línea miraba un rato y así me iban saliendo las cosas, tranquilamente. Después, si alguna vez borraba una línea, cuando ponía la plancha en el aguafuerte casi simples salía y yo la aprovechaba para hacer líneas con lápiz que combinaba con las del aguafuerte… hacías todo lo que quería… Buscaba de hacer todas las pruebas posibles… A las aguafuertes las pintaba pero primero empecé a colorear las xilografías con un solo color o apenas algunos, y ví que a la gente le gustaban mucho…
Aid Herrera

Tanto los estilos, el manejo del color, como buena parte de las temáticas que plasmaban en sus obras, son coincidente entre Aid y Juan Grela. Ambos retrataban un mismo mundo que compartían y en el cual se influían mutuamente. En la trama de sus invenciones, Aid desarrolló motivos, procedimientos y un hacer basado en el entendimiento, la intuición y la frescura, consecuente con sus modos de ver y sentir. Por momentos sus trabajos rozan los de Grela y los de Grela se vivifican con los de Aid, correlato de su mutuo compromiso; sin embargo la obra de Aid tuvo su propio curso, fiel a sus emociones, sus formas y sus colores, constituyendo un repertorio único y maravilloso. También un lugar en la Tierra que amerita vivirse.
Las últimas exposiciones de sus obras, antes de su muerte, fueron en 1992, en un espacio perteneciente a Teresita Rivelli, en calle San Martín (Rosario), y en Miró, una galería perteneciente a Adriana Armando y Guillermo Fantoni. En 2010, una serie de sus obras fueron parte de la muestra «La naturaleza de las mujeres. Artistas rosarinas entre 1910 y 2010», y, en 2017, se realizó una completa exposición de su legado llamada «Un lugar en la tierra», ambas en el Espacio de Arte de Fundación Osde en Rosario.
Falleció en Rosario el 28 de abril de 1993.